# Krásnoporka žemlička
Krásnoporka žemlička (Albatrellus confluens) (krátce žemlička, dříve choroš splývavý nebo krásnoporka splývavá, lidově šafářka nebo psí kuřátko) je jedlá houba rostoucí v jehličnatých lesích. 

## Popis
Klobouk má žemlově hnědé až světle červenohnědé barvy a póry ji nikdy nežloutnou. Několik plodnic bývá bývá srostlých v trsy, měřící v průměru až 400 mm. Jednotlivé plodnice mají klobouk široký 30-100 mm. 
Dužnina je bílé barvy, později načervenalá, tuhá a nevalné chutě i vůně. 
Výtrusy jsou velké 4,5–5 x 3–3,5 mikrometrů, vejčité a hladké. Výtrusný prach je bílý. Krátký, bílý třeň může mít dutinu.

## Výskyt
Roste ve smrkových nebo v borových lesích od července do října a často ve větším množství.
V mládí je jedlá, ale tuhá a méně stravitelná. Zaměnit ji za jedovatou houbu nelze.

## Podobné druhy

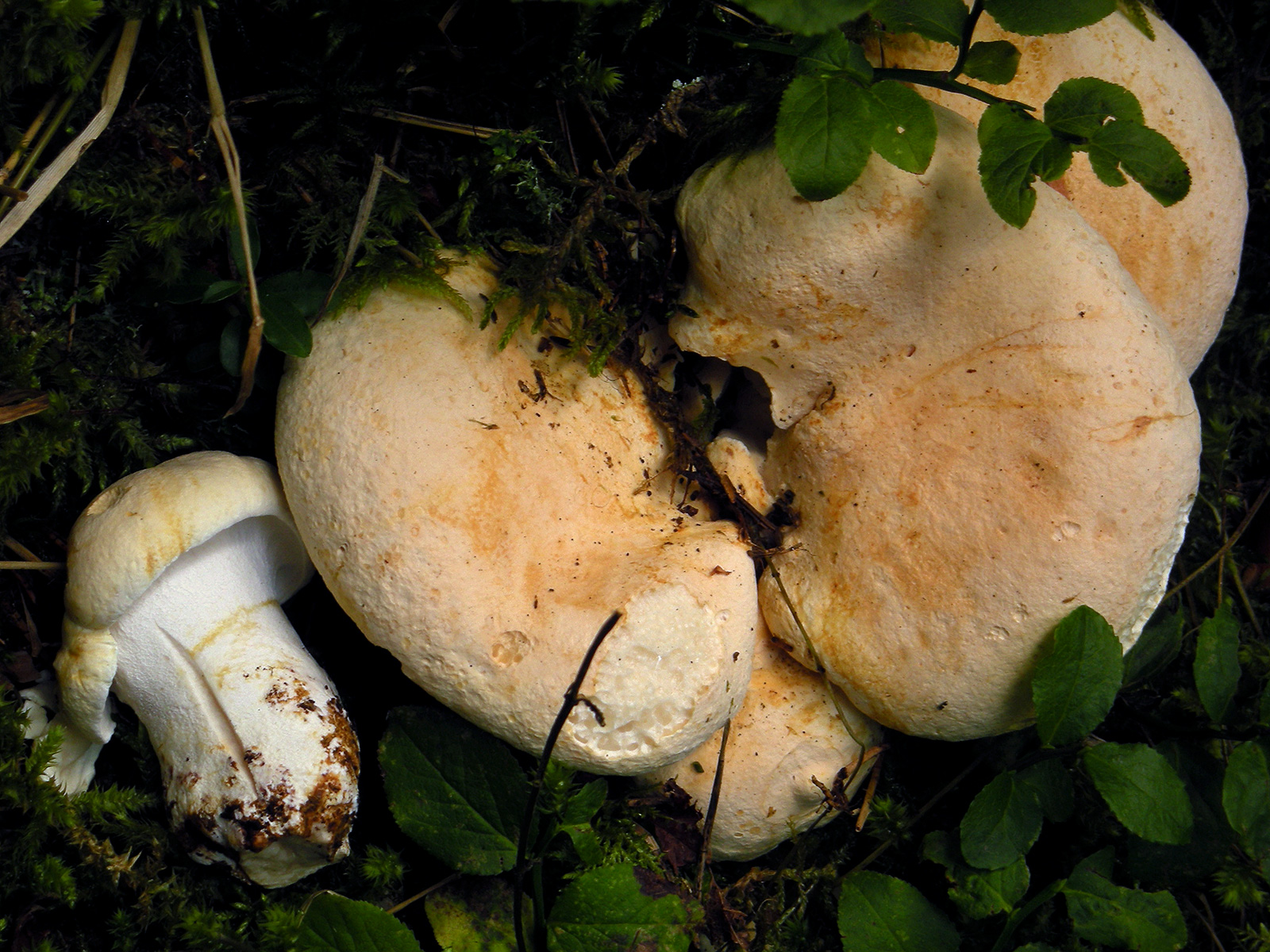
Krásnoporka žemlička (Albatrellus confluens)

Možnost záměny s jedovatými houbami není.
- Krásnoporka podobná neboli krásnoporka borová (Albatrellus subrubescens) má uprostřed klobouku fialový odstín, nahořklou chuť a otlačením světle oranžovějící póry. Roste pod borovicemi a jedlemi. Je jedlá.
- Krásnoporka hřebenitá (Albatrellus cristatus) má na klobouku zelené a olivové odstíny a v dospělosti je hořká. Roste v listnatých lesích a to hlavně v bučinách. Je v mládí jedlá.
- Krásnoporka mlynářka Albatrellus ovinus (Schaeff. ex Fr.) Kotl. et Pouz. je jedlá, ale značně tuhá, a tím i hůře stravitelná houba.

- Krásnoporka kozí noha (Albatrellus pes-caprae) má šupinkatý klobouk hnědé barvy, nápadně velké póry a žlutavý třeň. Roste v borech, vzácně a je jedlá.

- Liška obecná (Cantharellus cibarius) je nejznámější, jedlá a velmi chutná houba z čeledi liškovitých. Od krásnoporky žemličky se nápadně odlišuje menším vzrůstem, růstem plodnic jednotlivě a nikoliv v trsech, žlutým, nikoliv žemlovým zbarvením a žilnatými žlutými lištami na spodní straně klobouku.